# تشارلز بارتليت
تشارلز بارتليت (بالإنجليزية: Charles Bartlett)‏ هو لاعب كرة قدم أمريكية أمريكي، ولد في 14 يونيو 1899 في مارلين في الولايات المتحدة، وتوفي في 29 مارس 1965.